# Faceit Major: London 2018
Faceit Major: London 2018 – trzynasty sponsorowany przez Valve Corporation turniej rangi major w Counter-Strike: Global Offensive, zorganizowany przez Faceit w dniach 5 – 23 września 2018. Faza grupowa odbywała się na stadionie Twickenham, natomiast play-offy rozgrywane były na żywo przed publicznością na Wembley Arena w Londynie. Był to pierwszy w historii turniej tej rangi, w którym do rozstawienia drużyn w finałowych fazach systemu szwajcarskiego został wykorzystany system Buchholza. Największe zainteresowanie wzbudził mecz finałowy, który w szczytowym momencie obejrzało ponad 1 mln widzów. W finale zmierzyły się drużyny Astralis oraz Natus Vincere. Astralis wygrało mecz i zdobyło swój drugi tytuł, a Nicolai "dev1ce" Reedtz zgarnął tytuł MVP turnieju.

## Drużyny
Udział w turnieju zapewnionych miało 16 zespołów z poprzedniego majora. Osiem najlepszych zespołów posiadało status Legendy i grę zaczynali od Fazy Legend. Drużyny z miejsc 9-16 posiadały status Powracających Pretendentów i swoje zmagania zaczynały od Fazy Pretendentów. Pozostałe osiem miejsc zdobyły po dwie najlepsze drużyny z regionalnych minorów.
| Legendy - Cloud9 - FaZe Clan - Fnatic - G2 Esports - MIBR - mousesports - Natus Vincere - Winstrike Team | Powracający pretendenci - Astralis - BIG - Gambit Esports - North - Space Soldiers - Team Liquid - Vega Squadron - Virtus.pro | Nowi pretendenci - compLexity Gaming - HellRaisers - Ninjas in Pyjamas - OpTic Gaming - Renegades - Rogue - Team Spirit - TyLoo |

1. ↑  Immortals nabyło prawa do organizacji MIBR, a następnie zakontraktowała graczy byłego SK Gaming.
2. ↑  Winstrike Team zyskało miejsce na turnieju po wykupieniu składu Quantum Bellator Fire.

## Format rozgrywek
Faceit w dużej mierze zachował format z turnieju w Bostonie, gdzie kwalifikacje offline były zastąpione Fazą Pretendentów. Korzystano również z systemu szwajcarskiego podczas dwóch pierwszych etapów majora. Mecze rozgrywano w trybie Best-of-One, natomiast mecze decydujące drużyn z bilansem 2-2 rozgrywano w trybie Best-of-Three, co miało zwiększyć widowiskowość meczów. W ostatniej Fazie Mistrzów stosowano system pojedynczej eliminacji, a wszystkie mecze rozgrywano na trzech mapach. System Buchholza zastosowano podczas etapów 3-5 w Fazie Pretendentów i Fazie Legend oraz przy ustalaniu par ćwierćfinałowych w play-offach. 

### Pula map
Sposób odrzucania i wybierania map pozostał niezmienny, natomiast zaszła zmiana w puli map. Z puli wyrzucono mapę Cobblestone, a w jej miejsce dodano Dust II, które po odświeżeniu pierwszy raz zagościło na majorze. Cała pula przedstawiała się następująco:
- Cache
- Dust 2
- Inferno
- Mirage
- Nuke
- Overpass
- Train

## Faza The New Challengers
Fazę Pretendentów rozgrywano w systemie szwajcarskim, gdzie o awansie do dalszej fazy turnieju decydowały trzy wygrane, natomiast o eliminacji z turnieju trzy porażki. Drużyny w pierwszym etapie były rozstawione według koszyków, gdzie drużyny z koszyka pierwszego grały z drużynami z koszyka czwartego, natomiast drużyny z koszyka drugiego mierzyły się z zespołami z trzeciego koszyka. Od etapu trzeciego stosowano system Buchholza. Koszyki przedstawiały się następująco:
- Koszyk 1: Gambit Esports, Space Soldiers, Team Liquid, Vega Squadron
- Koszyk 2: Astralis, BIG, North, Virtus.pro
- Koszyk 3: compLexity Gaming, HellRaisers, Ninjas in Pyjamas, Renegades
- Koszyk 4: Team Spirit, Tyloo, OpTic Gaming, Rogue

### Tabela
| Poz.             | Drużyna           | W | P | WR  | PR  | RR  | Kwalifikacja             |
| ---------------- | ----------------- | - | - | --- | --- | --- | ------------------------ |
| 1                | Team Liquid       | 3 | 0 | 51  | 30  | +21 | awans do The New Legends |
| 2                | Ninjas in Pyjamas | 3 | 0 | 60  | 43  | +17 | awans do The New Legends |
| 3                | Astralis          | 3 | 1 | 74  | 48  | +14 | awans do The New Legends |
| 4                | compLexity Gaming | 3 | 1 | 55  | 54  | +1  | awans do The New Legends |
| 5                | HellRaisers       | 3 | 1 | 69  | 70  | -1  | awans do The New Legends |
| 6                | BIG               | 3 | 2 | 92  | 69  | +23 | awans do The New Legends |
| 7                | Vega Squadron     | 3 | 2 | 99  | 89  | +10 | awans do The New Legends |
| 8                | TyLoo             | 3 | 2 | 114 | 106 | -8  | awans do The New Legends |
| 9                | North             | 2 | 3 | 92  | 96  | -4  | wyeliminowany            |
| 10               | Team Spirit       | 2 | 3 | 84  | 90  | -6  | wyeliminowany            |
| 11               | OpTic Gaming      | 2 | 3 | 91  | 112 | -21 | wyeliminowany            |
| 12               | Gambit Esports    | 1 | 3 | 55  | 61  | -6  | wyeliminowany            |
| 13               | Rogue             | 1 | 3 | 56  | 67  | -11 | wyeliminowany            |
| 14               | Renegades         | 1 | 3 | 45  | 63  | -18 | wyeliminowany            |
| 14               | Space Soldiers    | 0 | 3 | 36  | 51  | -15 | wyeliminowany            |
| 16               | Virtus.pro        | 0 | 3 | 24  | 48  | -24 | wyeliminowany            |
| Źródło: hltv.org |                   |   |   |     |     |     |                          |

### Wyniki
| Etap 1         | Etap 1 | Etap 1   | Etap 1 | Etap 1            |
| Drużyna        | Wynik  | Mapa     | Wynik  | Drużyna           |
| -------------- | ------ | -------- | ------ | ----------------- |
| Space Soldiers | 10     | Inferno  | 16     | Rogue             |
| Virtus.pro     | 5      | Mirage   | 16     | Ninjas in Pyjamas |
| Gambit Esports | 17     | Inferno  | 19     | TyLoo             |
| BIG            | 16     | Overpass | 6      | Renegades         |
| Vega Squadron  | 16     | Mirage   | 14     | Team Spirit       |
| North          | 17     | Overpass | 19     | HellRaisers       |
| Team Liquid    | 16     | Mirage   | 4      | OpTic Gaming      |
| Astralis       | 16     | Inferno  | 4      | compLexity Gaming |

| Etap 2            | Etap 2        | Etap 2        | Etap 2        | Etap 2            |
| Drużyna           | Wynik         | Mapa          | Wynik         | Drużyna           |
| Mecze wysokie     | Mecze wysokie | Mecze wysokie | Mecze wysokie | Mecze wysokie     |
| ----------------- | ------------- | ------------- | ------------- | ----------------- |
| Ninjas in Pyjamas | 16            | Train         | 12            | TyLoo             |
| BIG               | 16            | Train         | 19            | Vega Squadron     |
| Team Liquid       | 16            | Inferno       | 9             | HellRaisers       |
| Rogue             | 13            | Inferno       | 16            | Astralis          |
| Mecze niskie      |               |               |               |                   |
| Renegades         | 10            | Train         | 16            | Gambit Esports    |
| North             | 16            | Nuke          | 13            | Team Spirit       |
| OpTic Gaming      | 16            | Mirage        | 13            | Virtus.pro        |
| Space Soldiers    | 11            | Inferno       | 16            | compLexity Gaming |

| Etap 3            | Etap 3        | Etap 3        | Etap 3        | Etap 3            |
| Drużyna           | Wynik         | Mapa          | Wynik         | Drużyna           |
| Mecze wysokie     | Mecze wysokie | Mecze wysokie | Mecze wysokie | Mecze wysokie     |
| ----------------- | ------------- | ------------- | ------------- | ----------------- |
| Team Liquid       | 19            | Cache         | 17            | Vega Squadron     |
| Astralis          | 26            | Mirage        | 28            | Ninjas in Pyjamas |
| Mecze średnie     |               |               |               |                   |
| compLexity Gaming | 16            | Inferno       | 12            | BIG               |
| Team Spirit       | 16            | Overpass      | 4             | Rogue             |
| Gambit Esports    | 14            | Overpass      | 16            | HellRaisers       |
| TyLoo             | 26            | Inferno       | 28            | OpTic Gaming      |
| Mecze niskie      |               |               |               |                   |
| Renegades         | 19            | Inferno       | 15            | Space Soldiers    |
| North             | 16            | Mirage        | 6             | Virtus.pro        |

| Etap 4        | Etap 4        | Etap 4        | Etap 4        | Etap 4            |
| Drużyna       | Wynik         | Mapa          | Wynik         | Drużyna           |
| Mecze wysokie | Mecze wysokie | Mecze wysokie | Mecze wysokie | Mecze wysokie     |
| ------------- | ------------- | ------------- | ------------- | ----------------- |
| Astralis      | 16            | Dust II       | 3             | Team Spirit       |
| HellRaisers   | 25            | Train         | 23            | OpTic Gaming      |
| Vega Squadron | 15            | Inferno       | 19            | compLexity Gaming |
| Mecze niskie  |               |               |               |                   |
| TyLoo         | 16            | Inferno       | 10            | Renegades         |
| BIG           | 16            | Nuke          | 8             | Gambit Esports    |
| North         | 25            | Inferno       | 23            | Rogue             |

| Etap 5        | Etap 5 | Etap 5   | Etap 5 | Etap 5  |
| Drużyna       | Wynik  | Mapa     | Wynik  | Drużyna |
| ------------- | ------ | -------- | ------ | ------- |
| Team Spirit   | 12     | Overpass | 16     | TyLooo  |
| Team Spirit   | 23     | Inferno  | 25     | TyLooo  |
| Team Spirit   | -      | Mirage   | -      | TyLooo  |
| OpTic Gaming  | 6      | Dust II  | 16     | BIG     |
| OpTic Gaming  | 14     | Train    | 16     | BIG     |
| OpTic Gaming  | -      | Nuke     | -      | BIG     |
| Vega Squadron | 16     | Inferno  | 8      | North   |
| Vega Squadron | 16     | Mirage   | 13     | North   |
| Vega Squadron | -      | Train    | -      | North   |

## Faza The New Legends
Rozgrywki w Fazie Legend miały ten sam format co w poprzedniej Fazie Pretendentów. Różniło się tylko rozstawienie drużyn, gdzie drużyny podzielono na 5 koszyków. Zespoły z koszyka pierwszego grały mecz przeciwko drużynom z koszyka 5. Jedna z drużyn z puli pierwszej grała z losową drużyną z koszyka 4. Dwie pozostałe drużyny z koszyka 4 mierzyły się z dwoma drużynami z koszyka drugiego. Ostatnie pary utworzyły dwie drużyny z koszyka drugiego i trzeciego. Koszyki prezentowały się następująco:
- Koszyk 1: Cloud9, FaZe Clan, MiBR, Natus Vincere
- Koszyk 2: Fnatic, G2 Esports, MOUZ, Winstrike Team
- Koszyk 3: Ninjas in Pyjamas, Team Liquid
- Koszyk 4: Astralis, compLexity Gaming, HellRaisers
- Koszyk 5: BIG, TyLoo, Vega Squadron

### Tabela
| Poz.             | Drużyna           | W | P | WR  | PR  | RR  | Kwalifikacja               |
| ---------------- | ----------------- | - | - | --- | --- | --- | -------------------------- |
| 1                | compLexity Gaming | 3 | 0 | 48  | 23  | +25 | awans do The New Champions |
| 2                | Team Liquid       | 3 | 0 | 51  | 32  | +19 | awans do The New Champions |
| 3                | Astralis          | 3 | 1 | 63  | 37  | +26 | awans do The New Champions |
| 4                | Natus Vincere     | 3 | 1 | 62  | 43  | +19 | awans do The New Champions |
| 5                | BIG               | 3 | 1 | 56  | 37  | +19 | awans do The New Champions |
| 6                | FaZe Clan         | 3 | 2 | 90  | 68  | +22 | awans do The New Champions |
| 7                | HellRaisers       | 3 | 2 | 113 | 84  | +19 | awans do The New Champions |
| 8                | MIBR              | 3 | 2 | 90  | 84  | +6  | awans do The New Champions |
| 9                | Ninjas in Pyjamas | 2 | 3 | 90  | 100 | -10 | wyeliminowany              |
| 10               | Fnatic            | 2 | 3 | 75  | 102 | -27 | wyeliminowany              |
| 11               | G2 Esports        | 2 | 3 | 83  | 112 | -29 | wyeliminowany              |
| 12               | Vega Squadron     | 1 | 3 | 45  | 52  | -7  | wyeliminowany              |
| 13               | Cloud9            | 1 | 3 | 58  | 73  | -15 | wyeliminowany              |
| 14               | TyLoo             | 1 | 3 | 45  | 63  | -18 | wyeliminowany              |
| 14               | Winstrike Team    | 0 | 3 | 30  | 51  | -21 | wyeliminowany              |
| 16               | mousesports       | 0 | 3 | 26  | 48  | -22 | wyeliminowany              |
| Źródło: hltv.org |                   |   |   |     |     |     |                            |

### Wyniki
| Etap 1         | Etap 1 | Etap 1  | Etap 1 | Etap 1            |
| Drużyna        | Wynik  | Mapa    | Wynik  | Drużyna           |
| -------------- | ------ | ------- | ------ | ----------------- |
| G2 Esports     | 22     | Dust II | 20     | HellRaisers       |
| Winstrike Team | 7      | Mirage  | 16     | Team Liquid       |
| FaZe Clan      | 5      | Dust II | 16     | BIG               |
| Fnatic         | 4      | Inferno | 16     | compLexity Gaming |
| MIBR           | 13     | Inferno | 16     | TyLoo             |
| mousesports    | 12     | Mirage  | 16     | Ninjas in Pyjamas |
| Natus Vincere  | 14     | Inferno | 16     | Astralis          |
| Cloud9         | 4      | Mirage  | 16     | Vega Squadron     |

| Etap 2            | Etap 2        | Etap 2        | Etap 2        | Etap 2        |
| Drużyna           | Wynik         | Mapa          | Wynik         | Drużyna       |
| Mecze wysokie     | Mecze wysokie | Mecze wysokie | Mecze wysokie | Mecze wysokie |
| ----------------- | ------------- | ------------- | ------------- | ------------- |
| BIG               | 16            | Train         | 7             | TyLoo         |
| Vega Squadron     | 4             | Inferno       | 16            | Astralis      |
| compLexity Gaming | 16            | Cache         | 11            | G2 Esports    |
| Ninjas in Pyjamas | 10            | Mirage        | 16            | Team Liquid   |
| Mecze niskie      |               |               |               |               |
| Winstrike Team    | 7             | Inferno       | 16            | Fnatic        |
| Cloud9            | 16            | Overpass      | 19            | HellRaisers   |
| Natus Vincere     | 16            | Overpass      | 12            | FaZe Clan     |
| mousesports       | 6             | Dust II       | 16            | MIBR          |

| Etap 3            | Etap 3        | Etap 3        | Etap 3        | Etap 3            |
| Drużyna           | Wynik         | Mapa          | Wynik         | Drużyna           |
| Mecze wysokie     | Mecze wysokie | Mecze wysokie | Mecze wysokie | Mecze wysokie     |
| ----------------- | ------------- | ------------- | ------------- | ----------------- |
| compLexity Gaming | 16            | Nuke          | 8             | BIG               |
| Astralis          | 15            | Inferno       | 19            | Team Liquid       |
| Mecze średnie     |               |               |               |                   |
| Vega Squadron     | 14            | Inferno       | 16            | Fnatic            |
| TyLoo             | 10            | Overpass      | 16            | HellRaisers       |
| Natus Vincere     | 16            | Train         | 6             | Ninjas in Pyjamas |
| G2 Esports        | 4             | Inferno       | 16            | MIBR              |
| Mecze niskie      |               |               |               |                   |
| Winstrike Team    | 16            | Inferno       | 19            | Cloud9            |
| FaZe Clan         | 16            | Mirage        | 8             | mousesports       |

| Etap 4        | Etap 4        | Etap 4        | Etap 4        | Etap 4            |
| Drużyna       | Wynik         | Mapa          | Wynik         | Drużyna           |
| Mecze wysokie | Mecze wysokie | Mecze wysokie | Mecze wysokie | Mecze wysokie     |
| ------------- | ------------- | ------------- | ------------- | ----------------- |
| BIG           | 16            | Train         | 9             | HellRaisers       |
| Natus Vincere | 16            | Mirage        | 9             | Fnatic            |
| Astralis      | 16            | Dust II       | 0             | MIBR              |
| Mecze niskie  |               |               |               |                   |
| Vega Squadron | 11            | Train         | 16            | Ninjas in Pyjamas |
| TyLoo         | 4             | Mirage        | 16            | FaZe Clan         |
| G2 Esports    | 22            | Inferno       | 19            | Cloud9            |

| Etap 5            | Etap 5 | Etap 5   | Etap 5 | Etap 5      |
| Drużyna           | Wynik  | Mapa     | Wynik  | Drużyna     |
| ----------------- | ------ | -------- | ------ | ----------- |
| Fnatic            | 19     | Mirage   | 17     | HellRaisers |
| Fnatic            | 9      | Dust II  | 16     | HellRaisers |
| Fnatic            | 2      | Cache    | 16     | HellRaisers |
| G2 Esports        | 2      | Mirage   | 16     | FaZe Clan   |
| G2 Esports        | 22     | Dust II  | 25     | FaZe Clan   |
| G2 Esports        | -      | Overpass | -      | FaZe Clan   |
| Ninjas in Pyjamas | 15     | Cache    | 19     | MIBR        |
| Ninjas in Pyjamas | 16     | Mirage   | 10     | MIBR        |
| Ninjas in Pyjamas | 11     | Train    | 16     | MIBR        |

## Faza The New Champions
Faza The New Champions, znana w poprzednich majorach jako faza pucharowa lub faza play-off, rozgrywana była standardowym systemie pojedynczej eliminacji. Spotkania rozgrywane były w trybie best-of-3, tzn. o wyniku spotkania decydował mecz na trzech różnych mapach. Drużyny rozstawiono używając systemu Buchholza.

### Drabinka
|  | Ćwierćfinały      | Ćwierćfinały      | Ćwierćfinały |          |               | Półfinały     | Półfinały | Półfinały |  |  | Finał | Finał | Finał |  |
|  |                   |                   |              |          |               |               |           |           |  |  |       |       |       |  |
|  | BIG               | BIG               | 0            |          |               |               |           |           |  |  |       |       |       |  |
|  | BIG               | BIG               | 0            |          |               |               |           |           |  |  |       |       |       |  |
|  | Natus Vincere     | Natus Vincere     | 2            |          |               |               |           |           |  |  |       |       |       |  |
|  | Natus Vincere     | Natus Vincere     | 2            |          | Natus Vincere | Natus Vincere | 2         |           |  |  |       |       |       |  |
|  |                   |                   |              |          | Natus Vincere | Natus Vincere | 2         |           |  |  |       |       |       |  |
|  |                   |                   | MIBR         | MIBR     | 0             |               |           |           |  |  |       |       |       |  |
|  | compLexity Gaming | compLexity Gaming | MIBR         | MIBR     | 0             | 0             |           |           |  |  |       |       |       |  |
|  | compLexity Gaming | compLexity Gaming |              |          |               |               |           |           |  |  |       |       |       |  |
|  | MIBR              | MIBR              | 2            |          |               |               |           |           |  |  |       |       |       |  |
|  | MIBR              | MIBR              | 2            |          | Natus Vincere | Natus Vincere | 0         |           |  |  |       |       |       |  |
|  |                   |                   |              |          |               |               |           |           |  |  |       |       |       |  |
|  |                   |                   | Astralis     | Astralis | 2             |               |           |           |  |  |       |       |       |  |
|  | Team Liquid       | Team Liquid       | Astralis     | Astralis | 2             | 2             |           |           |  |  |       |       |       |  |
|  | Team Liquid       | Team Liquid       |              |          |               |               |           |           |  |  |       |       |       |  |
|  | HellRaisers       | HellRaisers       | 1            |          |               |               |           |           |  |  |       |       |       |  |
|  | HellRaisers       | HellRaisers       | 1            |          | Team Liquid   | Team Liquid   | 0         |           |  |  |       |       |       |  |
|  |                   |                   |              |          | Team Liquid   | Team Liquid   | 0         |           |  |  |       |       |       |  |
|  |                   |                   | Astralis     | Astralis | 2             |               |           |           |  |  |       |       |       |  |
|  | Astralis          | Astralis          | Astralis     | Astralis | 2             | 2             |           |           |  |  |       |       |       |  |
|  | Astralis          | Astralis          |              |          |               |               |           |           |  |  |       |       |       |  |
|  | FaZe Clan         | FaZe Clan         | 0            |          |               |               |           |           |  |  |       |       |       |  |

Źródło: hltv.org

### Ćwierćfinały
| Drużyna           | Wynik | Mapa     | Wynik | Drużyna       |
| ----------------- | ----- | -------- | ----- | ------------- |
| BIG               | 2     | Dust II  | 16    | Natus Vincere |
| BIG               | 6     | Nuke     | 16    | Natus Vincere |
| BIG               | -     | Overpass | -     | Natus Vincere |
| compLexity Gaming | 4     | Train    | 16    | MIBR          |
| compLexity Gaming | 12    | Inferno  | 16    | MIBR          |
| compLexity Gaming | -     | Cache    | -     | MIBR          |
| Team Liquid       | 16    | Mirage   | 10    | HellRaisers   |
| Team Liquid       | 10    | Dust II  | 16    | HellRaisers   |
| Team Liquid       | 16    | Cache    | 8     | HellRaisers   |
| Astralis          | 16    | Mirage   | 14    | FaZe Clan     |
| Astralis          | 16    | Inferno  | 12    | FaZe Clan     |
| Astralis          | -     | Overpass | -     | FaZe Clan     |

### Półfinały
| Drużyna       | Wynik | Mapa     | Wynik | Drużyna  |
| ------------- | ----- | -------- | ----- | -------- |
| Natus Vincere | 16    | Overpass | 10    | MIBR     |
| Natus Vincere | 16    | Dust II  | 5     | MIBR     |
| Natus Vincere | -     | Train    | -     | MIBR     |
| Team Liquid   | 8     | Nuke     | 16    | Astralis |
| Team Liquid   | 7     | Mirage   | 16    | Astralis |
| Team Liquid   | -     | Dust II  | -     | Astralis |

### Finał
| Drużyna       | Wynik | Mapa     | Wynik | Drużyna  |
| ------------- | ----- | -------- | ----- | -------- |
| Natus Vincere | 6     | Nuke     | 16    | Astralis |
| Natus Vincere | 9     | Overpass | 16    | Astralis |
| Natus Vincere | -     | Inferno  | -     | Astralis |

## Ranking końcowy
| Miejsce          | Drużyna           | Nagroda  | Skład                                       | Trener  |
| ---------------- | ----------------- | -------- | ------------------------------------------- | ------- |
| 1.               | Astralis          | $500,000 | dev1ce, dupreeh, gla1ve, Magisk, Xyp9x      | zonic   |
| 2.               | Natus Vincere     | $150,000 | Edward, electronic, flamie, s1mple, Zeus    | kane    |
| 3.–4.            | MIBR              | $70,000  | coldzera, Fallen, fer, Stewie2k, tarik      | Ynk     |
| 3.–4.            | Team Liquid       | $70,000  | EliGE, NAF, nitr0, TACO, Twistzz            | zews    |
| 5.–8.            | BIG               | $35,000  | gob b, nex, smooya, tabseN, tiziaN          | LEGIJA  |
| 5.–8.            | compLexity Gaming | $35,000  | ANDROID, dephh, ShahZaM, stanislaw, yay     | Rambo   |
| 5.–8.            | FaZe Clan         | $35,000  | Guardian, karrigan, NiKo, olofmeister, rain | RobbaN  |
| 5.–8.            | HellRaisers       | $35,000  | ANGE1, bondik, DeadFox, ISSAA, woxic        | Johnta  |
| 9.–11.           | Fnatic            | $8,750   | draken, flusha, JW, KRiMZ, Xizt             | Jumpy   |
| 9.–11.           | G2 Esports        | $8,750   | bodyy, Ex6TenZ, kennyS, shox, SmithZz       | NiaK    |
| 9.–11.           | Ninjas in Pyjamas | $8,750   | dennis, f0rest, GeT RiGhT, Lekr0, REZ       | pita    |
| 12.–14.          | Cloud9            | $8,750   | autimatic, Golden, RUSH, Skadoodle, STYKO   | valens  |
| 12.–14.          | TyLoo             | $8,750   | BnTeT, captainMo, DD, somebody, xccurate    | CruSad3 |
| 12.–14.          | Vega Squadron     | $8,750   | chopper, crush, hutji, jR, tonyblack        | Fierce  |
| 15.–16.          | mousesports       | $8,750   | chrisJ, oskar, ropz, Snax, suNny            | lmbt    |
| 15.–16.          | Winstrike Team    | $8,750   | Boombl4, balblna, jmqa, Kvik, waterfaLLZ    | iksou   |
| 17.–19.          | North             | -        | aizy, Kjaerbye, MSL, niko, valde            | ave     |
| 17.–19.          | OpTic Gaimng      | -        | cajunb, gade, JUGi, k0nfig, Snappi          | ave     |
| 17.–19.          | Team Spirit       | -        | COLDY, DavCost, Dima, S0tF1k, somedieyoung  | Certus  |
| 20.–22.          | Gambit Esports    | -        | AdreN, Dosia, HObbit, mir, mou              | B1ad3   |
| 20.–22.          | Renegades         | -        | AZR, jkaem, jks, Nifty, USTILO              | Ryu     |
| 20.–22.          | Rogue             | -        | cadiaN, Hiko, Rickeh, SicK, vice            | mCe     |
| 23.–24.          | Space Soldiers    | -        | Calyx, hardstyle, MAJ3R, paz, XANTARES      |         |
| 23.–24.          | Virtus.pro        | -        | byali, MICHU, NEO, pashaBiceps, snatchie    | kuben   |
| Źródło: hltv.org |                   |          |                                             |         |